# 凤城市第二中学
凤城市第二中学简称凤城二中，是辽宁省凤城市凤凰城区的一所普通高中，于1953年成立。

## 办学规模
凤城二中现有40个教学班，现有在校生2000余人，教职工198人。学校校园占地面积8.9万平方米，其中建筑面积5.7万平方米，有标准理化生实验室和图书馆，书法、美术、音乐等功能教室，并建有体育馆、食堂、礼堂和400米的标准塑胶操场。